# Елкадер (Ајова)
Елкадер (енгл. Elkader) град је у америчкој савезној држави Ајова. По попису становништва из 2010. у њему је живело 1.273 становника.

## Демографија
Према попису становништва из 2010. у граду је живело 1.273 становника, што је -192 (-13.1%) становника више него 2000. године.
| Група             | 2000.         | 2010.         |
| Белци             | 1.454 (99,2%) | 1.255 (98,6%) |
| Афроамериканци    | 3 (0,2%)      | 1 (0,1%)      |
| Азијати           | 0 (0,0%)      | 2 (0,2%)      |
| Хиспаноамериканци | 1 (0,1%)      | 4 (0,3%)      |
| Укупно            | 1.465         | 1.273         |